# Leucopis astonea
Leucopis astonea är en tvåvingeart som beskrevs av Mcalpine 1977. Leucopis astonea ingår i släktet Leucopis och familjen markflugor.
Artens utbredningsområde är British Columbia. Inga underarter finns listade i Catalogue of Life.